# Elecciones generales de Belice de 2025
Las elecciones generales de Belice de 2025, se llevaron a cabo el 12 de marzo de 2025, para elegir a los 31 miembros de la Cámara de Representantes. El actual gobierno del Partido Unido del Pueblo (PUP, por sus siglas en inglés) ganó un segundo mandato en el cargo contra un dividido Partido Democrático Unido (UDP, por sus siglas en inglés) de la oposición.

## Antecedentes
Las elecciones generales anteriores se celebraron el 11 de noviembre de 2020, y la Asamblea Nacional electase inauguró el 11 de diciembre de 2020. Según la Sección 84 de la Constitución de Belice, la Asamblea Nacional debe disolverse "cinco años a partir de la fecha en que las dos Cámaras de la antigua Asamblea Nacional se reunieron por primera vez", a menos que el Gobernador General de Belice la disuelva antes por recomendación del Primer Ministro. Se deben convocar elecciones generales dentro de los tres meses siguientes a una disolución, lo que significa que la última fecha posible para las próximas elecciones generales de Belice sería el 11 de marzo de 2026.
A principios de 2025, el primer ministro Johnny Briceño indicó que se convocarían elecciones en el primer semestre del año. En febrero, el asesor principal y exfiscal general trinitense, Anand Ramlogan, solicitó formalmente en nombre de sus clientes que el gobierno se abstuviera de convocar elecciones hasta que se llevara a cabo un ejercicio de redistribución de distritos. El 11 de febrero, Briceño convocó a elecciones para el 12 de marzo, siendo el día de las nominaciones el 24 de febrero. La fecha de la elección fue presentada formalmente por el Gobernador General inmediatamente después. Posteriormente, el Tribunal Superior desestimó la demanda y permitió que se llevaran a cabo las elecciones. Aunque el caso fue apelado ante el Tribunal de Apelaciones, el Tribunal de Justicia del Caribe denegó una solicitud de permiso especial, dictaminando que carecía de mérito. Posteriormente, Ramlogan retiró la apelación a petición de sus clientes.

## Sistema electoral
La Cámara de Representantes es la cámara baja de la Asamblea Nacional, el parlamento bicameral de Belice. Está compuesto por 31 escaños que se cubren por cinco años mediante el voto de mayoría relativa en cada uno de los distritos electorales.

## Partidos en disputa

### Partido Unido del Pueblo
El gobernante PUP buscó formar el próximo gobierno después de haber ganado 26 escaños en 2020. El actual primer ministro Johnny Briceño del distrito de Orange Walk Central lideró al PUP en su segunda elección como líder del partido. El PUP había ganado 65 de los 67 escaños municipales en las elecciones municipales de 2021 y defendió 61 de ellos en 2024. El PUP también salió victorioso en las dos elecciones parlamentarias parciales que tuvieron lugar después de las elecciones de 2020. Elvia Vega-Samos ganó con éxito la Bahía de Corozal en las elecciones parciales del 3 de marzo de 2021 tras la muerte de su hermano, David Vega, por COVID-19.  Osmond Martínez también ocupó el cargo de Toledo East en las elecciones parciales del 17 de julio de 2024 tras la muerte de Michael Espat.

### Partido Demócrata Unido
Tras una derrota aplastante en 2020, el UDP se enfrentó a circunstancias turbulentas en la oposición. El UDP se aferró a solo 2 escaños municipales en las elecciones municipales de 2021, mientras que también perdió las elecciones parciales de la Bahía de Corozal el mismo día. El líder del partido, Patrick Faber de Collet, fue despojado temporalmente de su papel como líder de la oposición y reemplazado por Moses "Shyne" Barrow, de Mesopotamia, después de que apareciera en línea un video de lo que parecía ser Faber involucrado en una disputa doméstica. Faber fue restituido como líder de la oposición después de que una convención revocatoria no lograra reunir la mayoría necesaria de dos tercios para destituirlo de su cargo. Sin embargo, en enero de 2022, la prometida de Faber alegó a la policía que Faber la había agredido en su casa. Los cargos fueron retirados dos días después, pero varios miembros del UDP, incluido el presidente del partido, pidieron a Faber que renunciara a su cargo como líder del partido. Faber dimitió el 24 de enero.
El 27 de marzo de 2022, el UDP celebró una convención de liderazgo para elegir a un nuevo líder. Moses "Shyne" Barrow y Tracy Panton de Albert disputaron el puesto, con Barrow saliendo victorioso por 3 votos. La agitación persistió dentro del UDP después de la elección de Barrow como líder del partido. Barrow fue criticado internamente por los malos resultados del UDP tanto en las elecciones municipales de 2024, donde solo ganaron 6 escaños municipales, como en las elecciones parciales de Toledo East. Tras la decisión de Barrow de destituir a los abanderados de las divisiones de Port Loyola y Caribbean Shores, varios abanderados del UDP encabezaron una petición de destitución para destituir a Barrow de su cargo.  A pesar de afirmar haber recogido las firmas necesarias, el presidente del UDP, Michael Peyrefitte, rechazó la petición de destitución.
Si bien Barrow siguió siendo el líder de la oposición, el UDP estaba esencialmente dividido antes de las elecciones, con tanto Barrow como Panton afirmando ser el verdadero líder del UDP. Un total de 41 candidatos fueron nominados bajo la bandera del UDP en el Día de Nominaciones, compitiendo solo en 27 de las 31 divisiones.

### Movimiento de Justicia de Belice
El Movimiento por la Justicia de Belice ha confirmado que participará en las elecciones. El partido se lanzó a finales de 2023 y lleva a cabo una campaña sobre justicia social.

### Partido Progresista de Belice
El Partido Progresista de Belice ha confirmado su intención de participar en las elecciones. Están presionando para que se complete la redistribución de distritos antes de que se lleven a cabo las elecciones.

## Resultados
|                                       | Partido Unido del Pueblo                         | Partido Unido del Pueblo                         | 85 096  | 67,91 | 26 |  |  |
|                                       | UDP-Moses Barrow                                 | 23 739                                           | 18,95   | 2     | 5  |  |  |
| UDP-Tracy Panton                      | 13 237                                           | 10,56                                            | 3       |       | 5  |  |  |
| UDP-A. « Boots » Martinez             | 352                                              | 0,28                                             | 0       |       | 5  |  |  |
| Total Partido Democrático Unido (UDP) | Total Partido Democrático Unido (UDP)            | 37 328                                           | 29,79   |       | 5  |  |  |
|                                       | Movimiento de Justicia de Belize (BJM)           | Movimiento de Justicia de Belize (BJM)           | 445     | 0,36  | 0  |  |  |
|                                       | Partido Nacional del Pueblo (PNP)                | Partido Nacional del Pueblo (PNP)                | 440     | 0,35  | 0  |  |  |
|                                       | Movimiento Democrático Popular                   | Movimiento Democrático Popular                   | 115     | 0,09  | 0  |  |  |
|                                       | Partido de Desarrollo de Oportunidades Generales | Partido de Desarrollo de Oportunidades Generales | 26      | 0,02  | 0  |  |  |
|                                       | Independientes                                   | Independientes                                   | 1849    | 1,48  | 0  |  |  |
|                                       |                                                  |                                                  |         |       |    |  |  |
| Votos validos                         | Votos validos                                    | Votos validos                                    | 125 299 | 97,89 |    |  |  |
| Votos blancos o nulos                 | Votos blancos o nulos                            | Votos blancos o nulos                            | 2703    | 2,11  |    |  |  |
| Total                                 | Total                                            | Total                                            | 128 002 | 100   | 31 |  |  |
| Participación                         | Participación                                    | Participación                                    | 197 018 | 64,97 |    |  |  |